# John Lindmark
John Erik Lindmark, född 2 juni 1792 i Ekerö socken, 24 juli 1868 i New York, var en svenskamerikansk företagare.
John Lindmark var son till mjölnaren Eric Lindmark. Han emigrerade till USA någon gång mellan 1809 och 1817. 1817–1829 var han sjöman i amerikanska flottan. Han slog sig sedan ned i New York, där han 1829 var specerihandlare, 1831–1832 handlare i galanterivaror och 1834–1835 åter specerihandlare. Från 1836 ägnade han sig åt tillverkning och försäljning av parfymer och smycket och övergick sedan till att därutöver producera fjäderdammvippor. Med tiden blev han förmögen och ägde bland annat flera fastigheter på Manhattan. Lindmark var varmt religiös och en av de ledande männen inom metodistförsamlingen i New York, som han ekonomiskt understödde. Han var även starkt teaterintresserad. Lindmark var troligen den förste svenske emigrant som blev skönlitterär författare i USA. 1832 utgav han en liten volym med två berättelser: The Vigilant Farmers, a Western Tale, där han kritiserade nybyggarnas jordförvärvsmetoder och behandling av indianerna, samt The Magic Stone, an Eastern Tale, en till Persien lokaliserad skildring av folksagetyp. Lindmark var mångsidigt intresserad, en idealist med särpräglade idéer. Under nordamerikanska inbördeskriget gjorde han ritningar till ett pansarfartyg, men marindepartementet förkastade hans projekt. Han utarbetade 1857 förslag till ett slags Nationernas förbund, baserat på största möjliga frihet för individen och allmän nedrustning. Han försökte även konstruera ett världsspråk att användas i det internationella samarbetet.